# Église Saint-Michel, vieille école et vieux cimetière à Šetonje
Pour les articles homonymes, voir Église Saint-Michel.
L'église Saint-Michel, vieille école et vieux cimetière à Šetonje (en serbe cyrillique : Црква Светог арханђела Михаила, стара школа и старо гробље у Шетоњaма ; en serbe latin : Crkva Svetog arhanđela Mihaila, stara škola i staro groblje u Šetonjama) est un ensemble patrimonial situé à Šetonje, dans la municipalité de Petrovac na Mlavi et dans le district de Braničevo en Serbie. L'ensemble est inscrit sur la liste des monuments culturels protégés de la république de Serbie (identifiant no SK 705).

## Église
Comme l'école et le cimetière, l'église est située à proximité du centre du village, sur la route de Veliko Laole. Elle a été construite en 1829 dans le style néo-classique par le maître constructeur Milutin Gođevac ; par la suite, un narthex et un clocher lui ont été ajoutés.
Elle est constituée d'une nef unique prolongée par une abside à l'est et dotée de deux absidioles latérales dans la zone de l'autel ; la nef est précédée par un narthex avec une galerie et le clocher domine la façade occidentale. La décoration des façades est simple ; elle est plus marquée au niveau de la façade occidentale : on peut y voir un portail d'entrée proéminent, des éléments architecturaux en forme de pilastres, des fenêtres simples en forme de lancettes et des oculi ; la décoration des autres façades se limite à des lancettes.
Les icônes de l'iconostase sont récentes. L'église possède des icônes mobiles ainsi que des livres et des objets liturgiques.

## École
Située au nord sur le parvis de l'église, la vieille école a été construite en 1859. Elle est dotée de deux pièces et d'un porche. Aujourd'hui rénovée, elle a un temps servi de maison paroissiale.

## Cimetière
Situé au sud-est de l'église, le vieux cimetière s'est constitué aux XVIIIe et XIXe siècles. Comme les pierres tombales ont été sculptées dans un grès extrêmement poreux, elles se sont détériorées avec le temps ; elles ne conservent plus aucune inscription et seules quelques-unes d'entre elles ont préservé les traces d'un motif géométrique, le plus souvent cruciforme.